# متوسط (هندسة رياضية)

متوسطات المثلث (باللون الأحمر)

في الهندسة الرياضية، المتوسط (Median) في مثلث هو قطعة مستقيمة تصل بين أحد رؤوس المثلث و منتصف الضلع المقابل لهذا الرأس .

## خصائص المتوسط
- لكل مثلث ثلاثة متوسطات، متوسط لكل رأس وضلع مقابل له.
- تتقاطع المتوسطات الثلاثة في نقطة واحدة داخل المثلث دائماً، تسمى النقطة الوسطى Centroid، ( يمكن إثبات ذلك باستخدام مبرهنة سيفا).
- كل متوسط يقسم المثلث إلى مثلثين لهما نفس المساحة لأن لهما قاعدتين متساويتين، ولهما نفس الارتفاع.
- في المثلث متساوي الضلعين يكون متوسط الضلع الثالث عمودياً عليه ومنصفًا للزاوية المقابلة له.

## موقع النقطة الوسطى في المتوسط

النقطة P هي نقطة تقاطع المتوسطات للمثلث ABC

تقسم نقطة تقاطع المتوسطات ( النقطة الوسطى ) المتوسط إلى جزئين 
النسبة بينهما 2:1 من جهة القاعدة، و 1:2 من جهة الرأس.
أي أن النقطة الوسطى تبعد عن رأس المتوسط مسافة قدرها ثلثي طول المتوسط.

### البرهان
في المثلث ABC رسمنا المتوسطات AD,BE,CF والنقطة P هي النقطة الوسطى، النقطتين G,H في منتصفي PC,PB على الترتيب، سنثبت أن النطقة P تقسم المتوسط إلى جزئين النسبة بينهما 1:2 من جهة الرأس.
المطلوب : {\displaystyle {\frac {PC}{PF}}=2} أو {\displaystyle {\frac {PB}{PE}}=2}
القطعة المستقيمة EF تصل بين منتصفي ضلعين في المثلث ABC إذا EF توازي الضلع الثالث BC و {\displaystyle EF={\frac {1}{2}}BC}.
كذلك الحال مع القطعة GH في المثلث PBC إذا GH توازي BC و {\displaystyle GH={\frac {1}{2}}BC}.
الرباعي FEGH فيه ضلعان EF و GH متوزايان حيث يوازي كل منهما BC، ومتطابقان حيث يساوي كل منهما نصف BC.
إذا الرباعي FEGH متوازي أضلاع، و من خصائص متوازي الأضلاع أن القطرين FG و EH ينصفان بعضها البعض .
{\displaystyle \Rightarrow PF=PG={\frac {1}{2}}PC,PE=PH={\frac {1}{2}}PB}
وهو المطلوب.

## حساب طول المتوسط
في المثلث ABC، الذي رؤوسه A,B,C،وأطوال أضلاعه المقابلة لهذه الرؤوس a,b,c على الترتيب، يعطى طول المتوسط {\displaystyle m_{a}\,} النازل من الرأس A بالعلاقة:
{\displaystyle m_{a}={\sqrt {\frac {2b^{2}+2c^{2}-a^{2}}{4}}}}
من الممكن الحصول على العلاقة السابقة بتطبيق مباشر لـمبرهنة ستيوارت.

## مساحة المثلث ومتوسطاته
لرسم مثلث XYZ أضلاعه متوسطات المثلث ABC، نرسم قطعتين مستقيمتين من طرفي أحد المتوسطات بحيث تطابقان وتوازيان المتوسطين الآخرين.
مساحة المثلث XYZ تساوي ثلاثة أرباع مساحة المثلث ABC.
{\displaystyle \Rightarrow Area_{ABC}={\frac {4}{3}}Area_{XYZ}}
وبتطبيق صيغة هيرو على المثلث XYZ الذي أضلاعه متوسطات المثلث 
({\displaystyle m_{a},m_{b},m_{c}\,}) سنحصل على صيغة جديدة لمساحة المثلث ABC بدلالة أطوال متوسطاته:
{\displaystyle Area_{ABC}={\frac {4}{3}}{\sqrt {S_{m}(S_{m}-m_{a})(S_{m}-m_{b})(S_{m}-m_{c})}}}
حيث {\displaystyle S_{m}={\frac {m_{a}+m_{b}+m_{c}}{2}}}

## مركز ثقل المثلث

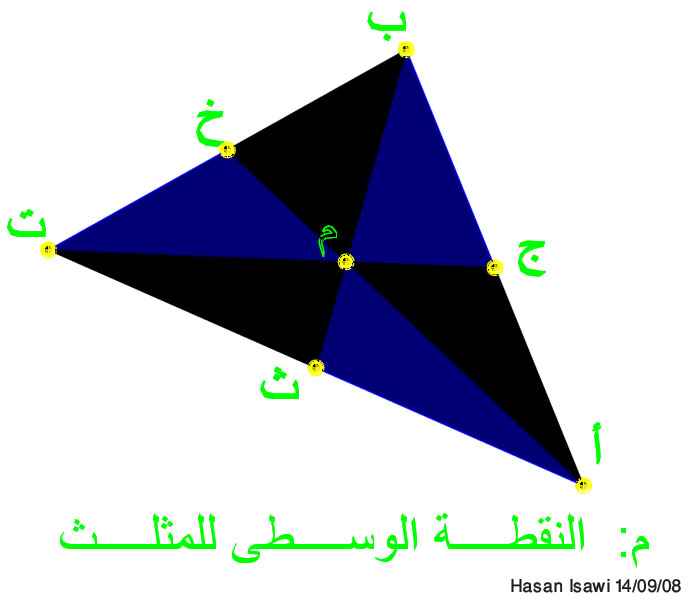
(barycenter) نقطة وسطى المثلث: نقطة تقاطع متوسطات المثلث

تتقاطع متوسطات المثلث الثلاثة في نقطة واحدة تعرف باسم النقطة الوسطى للمثلث، وتكون واقعة دائماً داخل المثلث.
تسمى هذه النقطة أحياناً مركز ثقل المثلث.
لأننا إذا وضعنا ثلاث كتل متساوية عند رؤوس المثلث فإن مركز ثقلها ستكون عند هذه النقطة.
يمكن إيجاد إحداثي هذه النقطة في المستوى الإحداثي بحساب المتوسط الحسابي لرؤوس هذا المثلث.

## اقرأ أيضاً
- منصف الزاوية
- ارتفاع المثلث
- مبرهنة سيفا
- مبرهنة ستيوارت